# 核武器擴散

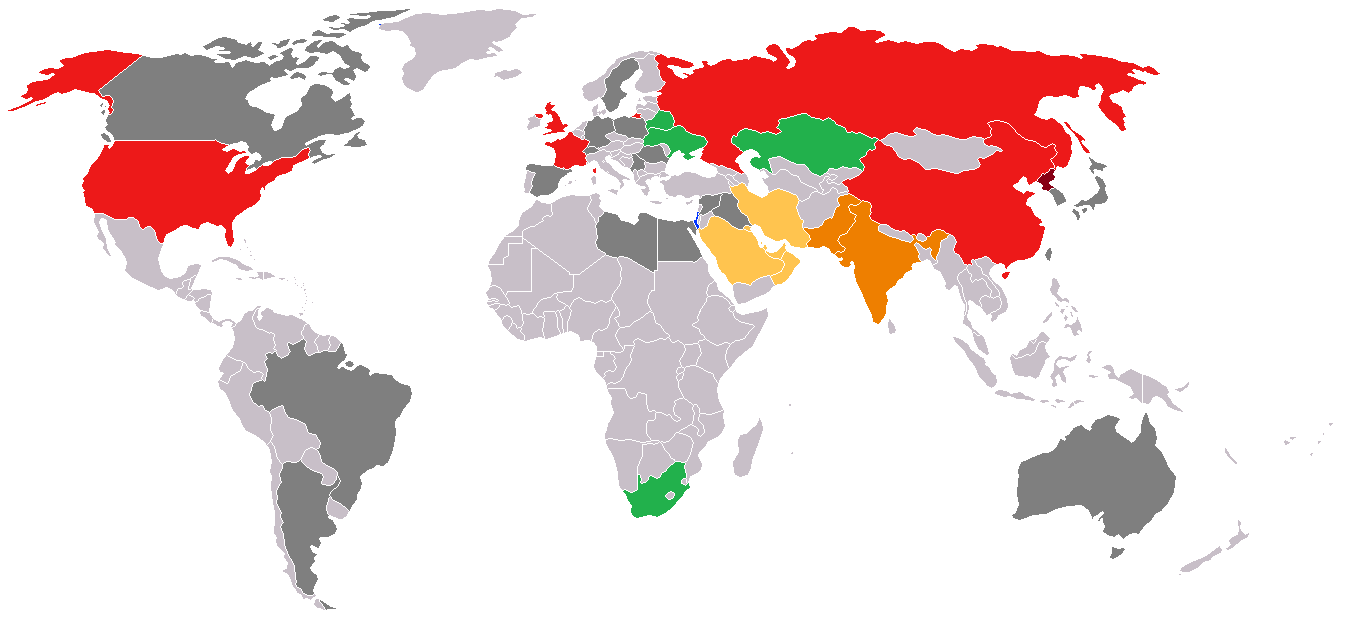
世界上的核武擁有國
不擴散核武器條約中五個合法有核國
已確認有實用型核武
非常有可能有核武但該國未承認或否認
該國承認有核武但並未被廣泛承認
被懷疑正在開發核武器或相關研究計畫
曾經擁有核武器
曾經有核武器研究計畫甚至試作品

核武器擴散是指地球上越來越多國家擁有核武器且核武總數越來越多的狀態，和其帶來的政治、軍事、經濟相關變化和問題。垂直扩散指的是一个国家同时增加核武器的种类多样性和数量，例如发生在冷戰時美国和苏联之间；水平扩散指的是以往沒有的国家拥有了核武。

## 成因
核武器是改變幾千年來戰爭型態的革命性武器，其巨大的區域殺傷性能在瞬間帶來巨大戰略和戰術效果，所以一方有核武而一方沒有就是巨大的戰力落差，此時有的一方不必真實使用只要威脅使用，便能帶來「核訛詐」效果使對方在某些層面上屈服妥協。因此無核武國家在各種政治、軍事、經濟議題的矛盾中面對有核國，談判伊始先天就居於不利地位，在對方的陰影之下，這造成了先天動機所有無核武國家都想持有核武以確保自己的立足點平等和長期利益，這導致了1940至1960年代，很多軍事大國先後投入研製核武，以及在南亞印巴之間的核武熱潮。
而已經擁有核武的國家面對其他有核國依然有不安，不安全感在於數量落差，若是首先遭到先發制人核攻擊自己的核武都被毀滅就失去二次還擊能力，反而讓對方有誘因使用核戰爭，所以也有動機去最大化生產數量甚至比對方多，讓對方知道一次性攻擊毀滅己方所有核武是不可能的，這在美蘇冷戰中表現得最為明顯。
因為核武可小型化的特性也產生一種毒蠍戰略，縱使只有少量核彈也無大型導彈或轟炸機，但使用恐怖攻擊式的將其偷運至敵國大城市引爆，甚至早在和平時代就預先偷運，也能讓大型國家蒙受巨大損失，這使得大國在介入別國事務時將再三考慮，所以核武也是一種戰略上非對稱戰爭武器和反介入武器。

## 現狀
不擴散核武器條約成立後世界上多數國家加入，但是核擴散的陰影依然揮之不去，因為該條約沒有強制力也沒有明確規定違反者受到怎樣處罰，通常違反者會受到利益相關大國帶頭的經濟制裁和威脅發動戰爭摧毀核設施（例如巴比倫行動），但其中充滿巨大雙重標準和動態性，所以不擴散條約實際上只能被視為一種國際共識和輿論工具。其中印度的例子就是一個反證，當年印度也在西方威脅下發展核武，等到成功後反而國際只能接受並且撤除所有制裁（包含美國），這使得所有西方的制裁從此成為空話。冷战后只有南非宣布放弃核武器，而原属苏联的白俄罗斯、哈萨克斯坦和乌克兰则将境内的核武器全部转移至俄罗斯，成为无核武国家。
制裁的貧弱，後續也導致了朝鮮民主主義人民共和國和伊朗的跟進，其中朝鮮已經六次試爆成功，許多專家預估2020年之前朝鮮已經可以部署十枚以上實戰核武。

## 參看
- 共有核武器
- 伊朗核问题
- 朝鮮核问题
- 第一个核武器研制基地旧址
- 不扩散核武器条约
- 部分禁止核試驗條約
- 全面禁止核試驗條約
- 禁止核武器條約
- 李方伟